# 2595 Gudiachvili
2595 Gudiachvili è un asteroide della fascia principale del diametro medio di circa 32,3 km. Scoperto nel 1979, presenta un'orbita caratterizzata da un semiasse maggiore pari a 2,7888037 UA e da un'eccentricità di 0,1432826, inclinata di 9,85532° rispetto all'eclittica.
Stanti i suoi parametri orbitali, è considerato un membro della famiglia Gefion di asteroidi.